# Metagnostidae
A Metagnostidae a háromkaréjú ősrákok (Trilobita) osztályának az Agnostida rendjéhez, ezen belül az Agnostina alrendjéhez tartozó család.

## Rendszerezés
A családba az alábbi nemek tartoznak:
- Arthrorhachis
- Chatkalgnostus
- Corrugatagnostus
- Diplorrhina
- Dividuagnostus
- Galbagnostus
- Geragnostella
- Geragnostus
- Granuloagnostus
- Homagnostoides
- Novoagnostus
- Trinodus